# 1591 Baize
Az 1591 Baize (ideiglenes jelöléssel 1951 KA) a Naprendszer kisbolygóövében található aszteroida. Sylvain Arend fedezte fel 1951. május 31-én, Uccleban